# Robert D. Webb
Robert D. Webb est un réalisateur américain, né le 8 janvier 1903 dans le Kentucky et mort le 18 avril 1990 à Orange County (Californie).
Il fut, à la fois, réalisateur, assistant-réalisateur, producteur et même directeur de la photographie.

## Filmographie

### Réalisateur
- 1945 : The Caribbean Mystery
- 1945 : L'assassin rôde toujours (The Spider)
- 1953 : La Brigade glorieuse (en) (The Glory Brigade)
- 1953 : Tempête sous la mer (Beneath the 12-Mile Reef)
- 1955 : La Plume blanche (White Feather)
- 1955 : Le Secret des sept cités (Seven Cities of Gold)
- 1956 : Au seuil de l'inconnu (en) (On the Threshold of Space)
- 1956 : Le Shérif (The Proud Ones)
- 1956 : Le Cavalier du crépuscule (Love me tender)
- 1957 : Le Chemin de l'or (The Way to the Gold)
- 1959 : Rawhide (série TV)
- 1960 : Tonnerre sur Timberland (Guns of the Timberland)
- 1961 : Les Corsaires de Tortuga (en) (Pirates of Tortuga)
- 1961 : Traquées par les Japs (7 Women from Hell)
- 1967 : The Cape Town Affair (en)
- 1967 : The Wild Weird World of Dr. Goldfoot (en)
- 1968 : A Little of What You Fancy

### Assistant-réalisateur
- 1936 : Le Chant des cloches (Sins of man), d'Otto Brower et Gregory Ratoff
- 1936 : Le Pacte (Lloyd's of London), d'Henry King
- 1937 : L'Incendie de Chicago (In Old Chicago), d'Henry King
- 1937 : L'Heure suprême (Seventh Heaven), d'Henry King
- 1938 : La Vie en rose (Just Around the Corner), d'Irving Cummings
- 1939 : Le Brigand bien-aimé (Jesse James), d'Henry King
- 1939 : Stanley et Livingstone (Stanley and Livingstone), d'Henry King
- 1940 : La Roulotte rouge (Chad Hanna), d'Henry King
- 1941 : Arènes sanglantes (Blood and Sand), de Rouben Mamoulian
- 1947 : Capitaine de Castille (Captain from Castille), d'Henry King
- 1949 : Échec à Borgia (Prince of Foxes), d'Henry King
- 1950 : Guérillas (American Guerilla in the Philippines), de Fritz Lang
- 1951 : Les Hommes-grenouilles (The Frogmen), de Lloyd Bacon
- 1951 : David et Bethsabée (David and Bethsheba), d'Henry King
- 1963 : Le Téléphone rouge (A Gathering of Eagles), de Delbert Mann
- 1963 : Le Combat du capitaine Newman (Captain Newman, M.D.), de David Miller
- 1965 : L'Extase et l'Agonie (The Agony and the Ecstasy), de Carol Reed
- 1966 : Le Hold-up du siècle (Assault on a Queen), de Jack Donahue

### Producteur
- 1952 : Prisonniers du marais (Lure of the Wilderness), de Jean Negulesco
- 1955 : Cité d'or
- 1967 : The Jackals
- 1967 : The Cape Town Affair

### Directeur de la photographie
- 1970 : Legend of the Witches, documentaire de Malcolm Leigh